# むっつり春日
『むっつり春日～オードリー春日のニヤニヤ保健体育バラエティ～』（むっつりかすが オードリーかすがのニヤニヤほけんたいいくバラエティ）は、2019年3月8日からFODで配信開始される日本のバラエティ番組。略称は「むっつり春日」。

## 概要
日本の保健体育授業は肝心なことを教えてくれない、特に男性は勘違いや知らない知識が多すぎることから、オードリー・春日俊彰とともに女性の体を解剖学的・生理学的な観点から学ぶ保健体育バラエティ番組。MC陣の最終目標には「（保健体育の）スーパーアドバイザーとして女性の体を理解して、女性にモテること」と設定されている。
2019年3月8日に第1話「おっぱい」と第2話「美尻」が配信開始。以降は毎週金曜日更新。

## 出演
- 春日俊彰（オードリー）
- 中川パラダイス（ウーマンラッシュアワー）
- 小田飛鳥

このほか毎週、テーマに合わせた専門講師が出演。

## スタッフ
- ナレーション：佐々木未来
- 企画・プロデュース：石川綾一（フジテレビ）
- 企画：渡辺資
- プロデューサー：高橋洋子
- 演出：斎藤ノエル龍佑
- ディレクター：藤巻圭吾、溝端幹央
- AD：梅崎陽成
- 構成：須毛原淳
- 制作協力：クラフト[3]
- 制作著作：フジテレビ

## 配信リスト
| 配信開始日    | 話数  | サブタイトル        | ゲスト     | 特記                                                       |
| ------------- | ----- | ------------------- | ---------- | ---------------------------------------------------------- |
| 第1シーズン   |       |                     |            |                                                            |
| 2019年 3月8日 | 第1話 | おっぱい            |            | 「おっぱい」とはそもそも何でできているかを解剖学的に勉強   |
| 3月8日        | 第2話 | 美尻                |            | 「美尻」トレーニングを直感的に学ぶ                         |
| 3月15日       | 第3話 | 膣                  |            | 女性にしかない器官「膣」の構造を学ぶ                       |
| 3月22日       | 第4話 | 下着                | あおいれな | 進化している「着るだけでスタイルが良くなる下着」を勉強する |
| 3月29日       | 第5話 | 最高のセッ●スへの道 |            | 女性も男性も満足できる、最高のセッ●スのための準備を学ぶ    |